# Episodi di Parker Lewis (terza stagione)
La terza stagione della serie televisiva Parker Lewis è stata trasmessa in anteprima negli Stati Uniti d'America dalla Fox tra il 16 luglio 1992 e il 13 giugno 1993.
| nº | Titolo originale              | Titolo italiano | Prima TV USA      | Prima TV Italia |
| -- | ----------------------------- | --------------- | ----------------- | --------------- |
| 1  | Flamingo Graffiti             |                 | 16 luglio 1992    |                 |
| 2  | Cape Flamingo                 |                 | 23 luglio 1992    |                 |
| 3  | The Kiss                      |                 | 30 luglio 1992    |                 |
| 4  | Summer of '92                 |                 | 6 agosto 1992     |                 |
| 5  | Love Is Hell                  |                 | 13 agosto 1992    |                 |
| 6  | Jerry's Journey               |                 | 20 agosto 1992    |                 |
| 7  | Beauty and the Kube           |                 | 6 settembre 1992  |                 |
| 8  | Hungry Heart                  |                 | 13 settembre 1992 |                 |
| 9  | Lewis and Son                 |                 | 20 settembre 1992 |                 |
| 10 | Kohler Buys the Diner         |                 | 27 settembre 1992 |                 |
| 11 | Parker's Got a Brand New Car  |                 | 21 marzo 1993     |                 |
| 12 | An Unmarried Musso            |                 | 28 marzo 1993     |                 |
| 13 | Educating Brad                |                 | 4 aprile 1993     |                 |
| 14 | The Love Bug                  |                 | 11 aprile 1993    |                 |
| 15 | Write or Die                  |                 | 18 aprile 1993    |                 |
| 16 | The Bitch Is Back             |                 | 25 aprile 1993    |                 |
| 17 | Musso: A Wedding              |                 | 2 maggio 1993     |                 |
| 18 | A Night to Remember           |                 | 9 maggio 1993     |                 |
| 19 | Boys Night In                 |                 | 23 maggio 1993    |                 |
| 20 | Senior Jerry                  |                 | 30 maggio 1993    |                 |
| 21 | The Rocky Kohler Picture Show |                 | 6 giugno 1993     |                 |
| 22 | The Last Supper               |                 | 13 giugno 1993    |                 |